# Steinach (Turíngia)
Steinach é uma cidade da Alemanha localizada no distrito de Sonneberg, estado da Turíngia.
A cidade de Steinach é a Erfüllende Gemeinde (português: municipalidade representante ou executante) do município de Steinheid.